# Une idylle à la ferme
Une idylle à la ferme er en fransk stumfilm fra 1912 af Max Linder.

## Medvirkende
- Max Linder som Max
- Suzy Depsy som Suzette